# Robert Schraudolph
Robert Schraudolph (* 1. August 1887 in Sonthofen; † 18. März 1978 ebenda) war ein deutscher Kunstmaler.

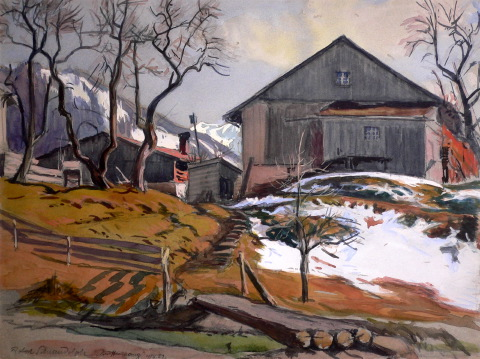
„Aus Hinnang“ von Robert Schraudolph, 4. April 1951

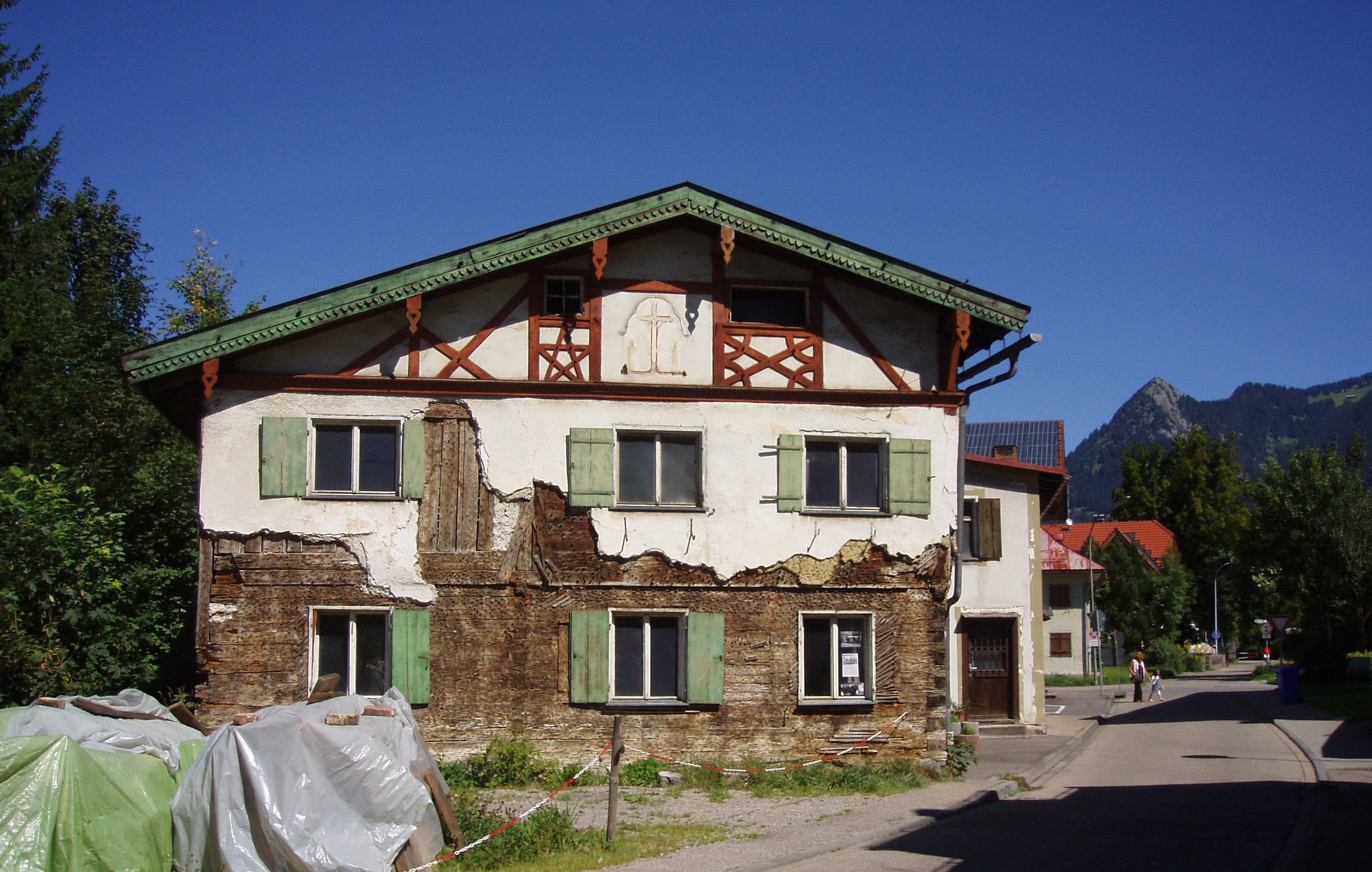
Das Geburtshaus Schraudolphs

Schraudolph studierte von 1911 bis 1920 an der Kunstakademie München unter den Professoren Hackl und Marr, unterbrochen durch die Kriegsteilnahme von 1915 bis 1918. 1922 wurde er in die Münchner Künstlergenossenschaft aufgenommen. Seit 1918 war er jährlich in der Ausstellung der Münchner Künstler im Glaspalast vertreten, bei dessen Brand er 1931 viele Ölgemälde verlor. Danach stellte er seine Werke in der Neuen Pinakothek, im Maximilianeum und im Haus der Kunst in München aus, sowie im Salzburger Künstlerhaus, wo ihm die Silbermedaille der Stadt Salzburg verliehen wurde. Nach der Zerstörung von Atelier und Wohnung in München durch Bomben im Zweiten Weltkrieg kehrte Schraudolph 1943 in seine Heimatstadt Sonthofen zurück.